# Llista d'asteroides/177001-177100
| Nom      | Designació provisional | Data de descobriment | Lloc de descobriment | Descobridor/s |
| -------- | ---------------------- | -------------------- | -------------------- | ------------- |
| 177001 - | 2003 AH47              | 5 de gener de 2003   | Socorro              | LINEAR        |
| 177002 - | 2003 AG59              | 5 de gener de 2003   | Socorro              | LINEAR        |
| 177003 - | 2003 AC62              | 7 de gener de 2003   | Socorro              | LINEAR        |
| 177004 - | 2003 AA85              | 7 de gener de 2003   | Socorro              | LINEAR        |
| 177005 - | 2003 AV92              | 14 de gener de 2003  | Socorro              | LINEAR        |
| 177006 - | 2003 BO                | 24 de gener de 2003  | Palomar              | NEAT          |
| 177007 - | 2003 BW1               | 23 de gener de 2003  | Kitt Peak            | Spacewatch    |
| 177008 - | 2003 BD7               | 25 de gener de 2003  | Anderson Mesa        | LONEOS        |
| 177009 - | 2003 BB8               | 26 de gener de 2003  | Kitt Peak            | Spacewatch    |
| 177010 - | 2003 BX10              | 26 de gener de 2003  | Anderson Mesa        | LONEOS        |
| 177011 - | 2003 BV19              | 26 de gener de 2003  | Anderson Mesa        | LONEOS        |
| 177012 - | 2003 BU24              | 25 de gener de 2003  | Palomar              | NEAT          |
| 177013 - | 2003 BE26              | 26 de gener de 2003  | Anderson Mesa        | LONEOS        |
| 177014 - | 2003 BZ29              | 27 de gener de 2003  | Palomar              | NEAT          |
| 177015 - | 2003 BL36              | 26 de gener de 2003  | Haleakala            | NEAT          |
| 177016 - | 2003 BM47              | 31 de gener de 2003  | Kitt Peak            | Spacewatch    |
| 177017 - | 2003 BX48              | 26 de gener de 2003  | Haleakala            | NEAT          |
| 177018 - | 2003 BU50              | 27 de gener de 2003  | Socorro              | LINEAR        |
| 177019 - | 2003 BW57              | 27 de gener de 2003  | Socorro              | LINEAR        |
| 177020 - | 2003 BW61              | 28 de gener de 2003  | Socorro              | LINEAR        |
| 177021 - | 2003 BT65              | 30 de gener de 2003  | Socorro              | LINEAR        |
| 177022 - | 2003 BQ73              | 29 de gener de 2003  | Palomar              | NEAT          |
| 177023 - | 2003 BW79              | 31 de gener de 2003  | Socorro              | LINEAR        |
| 177024 - | 2003 BH80              | 31 de gener de 2003  | Anderson Mesa        | LONEOS        |
| 177025 - | 2003 BB82              | 30 de gener de 2003  | Anderson Mesa        | LONEOS        |
| 177026 - | 2003 BP82              | 31 de gener de 2003  | Socorro              | LINEAR        |
| 177027 - | 2003 BR84              | 30 de gener de 2003  | Haleakala            | NEAT          |
| 177028 - | 2003 BX84              | 31 de gener de 2003  | Socorro              | LINEAR        |
| 177029 - | 2003 BS90              | 31 de gener de 2003  | Socorro              | LINEAR        |
| 177030 - | 2003 BT90              | 31 de gener de 2003  | Socorro              | LINEAR        |
| 177031 - | 2003 BM92              | 28 de gener de 2003  | Socorro              | LINEAR        |
| 177032 - | 2003 CU1               | 1 de febrer de 2003  | Socorro              | LINEAR        |
| 177033 - | 2003 CS3               | 1 de febrer de 2003  | Socorro              | LINEAR        |
| 177034 - | 2003 CA5               | 1 de febrer de 2003  | Socorro              | LINEAR        |
| 177035 - | 2003 CS6               | 1 de febrer de 2003  | Socorro              | LINEAR        |
| 177036 - | 2003 CG21              | 1 de febrer de 2003  | Kitt Peak            | Spacewatch    |
| 177037 - | 2003 CU21              | 3 de febrer de 2003  | Anderson Mesa        | LONEOS        |
| 177038 - | 2003 CW25              | 4 de febrer de 2003  | Kitt Peak            | Spacewatch    |
| 177039 - | 2003 DA5               | 19 de febrer de 2003 | Palomar              | NEAT          |
| 177040 - | 2003 DQ6               | 23 de febrer de 2003 | Campo Imperatore     | CINEOS        |
| 177041 - | 2003 DZ9               | 23 de febrer de 2003 | Socorro              | LINEAR        |
| 177042 - | 2003 DV11              | 25 de febrer de 2003 | Campo Imperatore     | CINEOS        |
| 177043 - | 2003 DL18              | 19 de febrer de 2003 | Palomar              | NEAT          |
| 177044 - | 2003 DK22              | 28 de febrer de 2003 | Haleakala            | NEAT          |
| 177045 - | 2003 DP24              | 22 de febrer de 2003 | Palomar              | NEAT          |
| 177046 - | 2003 EK5               | 5 de març de 2003    | Socorro              | LINEAR        |
| 177047 - | 2003 ES5               | 5 de març de 2003    | Socorro              | LINEAR        |
| 177048 - | 2003 EX7               | 6 de març de 2003    | Anderson Mesa        | LONEOS        |
| 177049 - | 2003 EE16              | 8 de març de 2003    | Kitt Peak            | Spacewatch    |
| 177050 - | 2003 EW19              | 6 de març de 2003    | Anderson Mesa        | LONEOS        |
| 177051 - | 2003 EG21              | 6 de març de 2003    | Anderson Mesa        | LONEOS        |
| 177052 - | 2003 EA24              | 6 de març de 2003    | Socorro              | LINEAR        |
| 177053 - | 2003 EP26              | 6 de març de 2003    | Anderson Mesa        | LONEOS        |
| 177054 - | 2003 EY35              | 7 de març de 2003    | Anderson Mesa        | LONEOS        |
| 177055 - | 2003 EV39              | 8 de març de 2003    | Socorro              | LINEAR        |
| 177056 - | 2003 EY41              | 8 de març de 2003    | Socorro              | LINEAR        |
| 177057 - | 2003 EB46              | 7 de març de 2003    | Socorro              | LINEAR        |
| 177058 - | 2003 EG52              | 11 de març de 2003   | Palomar              | NEAT          |
| 177059 - | 2003 EJ52              | 11 de març de 2003   | Palomar              | NEAT          |
| 177060 - | 2003 EG58              | 11 de març de 2003   | Socorro              | LINEAR        |
| 177061 - | 2003 EA59              | 12 de març de 2003   | Palomar              | NEAT          |
| 177062 - | 2003 FD3               | 24 de març de 2003   | Socorro              | LINEAR        |
| 177063 - | 2003 FM3               | 24 de març de 2003   | Socorro              | LINEAR        |
| 177064 - | 2003 FQ4               | 26 de març de 2003   | Socorro              | LINEAR        |
| 177065 - | 2003 FP7               | 30 de març de 2003   | Wrightwood           | J. W. Young   |
| 177066 - | 2003 FE8               | 30 de març de 2003   | Socorro              | LINEAR        |
| 177067 - | 2003 FG15              | 23 de març de 2003   | Catalina             | CSS           |
| 177068 - | 2003 FC17              | 24 de març de 2003   | Kitt Peak            | Spacewatch    |
| 177069 - | 2003 FR19              | 25 de març de 2003   | Palomar              | NEAT          |
| 177070 - | 2003 FN23              | 23 de març de 2003   | Kitt Peak            | Spacewatch    |
| 177071 - | 2003 FS29              | 25 de març de 2003   | Catalina             | CSS           |
| 177072 - | 2003 FN32              | 23 de març de 2003   | Kitt Peak            | Spacewatch    |
| 177073 - | 2003 FY33              | 23 de març de 2003   | Kitt Peak            | Spacewatch    |
| 177074 - | 2003 FD34              | 23 de març de 2003   | Kitt Peak            | Spacewatch    |
| 177075 - | 2003 FR36              | 23 de març de 2003   | Kitt Peak            | Spacewatch    |
| 177076 - | 2003 FV42              | 23 de març de 2003   | Catalina             | CSS           |
| 177077 - | 2003 FL45              | 24 de març de 2003   | Kitt Peak            | Spacewatch    |
| 177078 - | 2003 FV45              | 24 de març de 2003   | Kitt Peak            | Spacewatch    |
| 177079 - | 2003 FA47              | 24 de març de 2003   | Kitt Peak            | Spacewatch    |
| 177080 - | 2003 FW49              | 24 de març de 2003   | Haleakala            | NEAT          |
| 177081 - | 2003 FX52              | 25 de març de 2003   | Palomar              | NEAT          |
| 177082 - | 2003 FT55              | 26 de març de 2003   | Palomar              | NEAT          |
| 177083 - | 2003 FO56              | 26 de març de 2003   | Palomar              | NEAT          |
| 177084 - | 2003 FZ56              | 26 de març de 2003   | Palomar              | NEAT          |
| 177085 - | 2003 FU58              | 26 de març de 2003   | Palomar              | NEAT          |
| 177086 - | 2003 FE69              | 26 de març de 2003   | Palomar              | NEAT          |
| 177087 - | 2003 FY69              | 26 de març de 2003   | Kitt Peak            | Spacewatch    |
| 177088 - | 2003 FN72              | 26 de març de 2003   | Palomar              | NEAT          |
| 177089 - | 2003 FB73              | 26 de març de 2003   | Haleakala            | NEAT          |
| 177090 - | 2003 FR73              | 26 de març de 2003   | Palomar              | NEAT          |
| 177091 - | 2003 FX73              | 26 de març de 2003   | Haleakala            | NEAT          |
| 177092 - | 2003 FD74              | 26 de març de 2003   | Haleakala            | NEAT          |
| 177093 - | 2003 FT77              | 27 de març de 2003   | Palomar              | NEAT          |
| 177094 - | 2003 FA82              | 27 de març de 2003   | Socorro              | LINEAR        |
| 177095 - | 2003 FT88              | 28 de març de 2003   | Kitt Peak            | Spacewatch    |
| 177096 - | 2003 FP90              | 29 de març de 2003   | Anderson Mesa        | LONEOS        |
| 177097 - | 2003 FO92              | 29 de març de 2003   | Anderson Mesa        | LONEOS        |
| 177098 - | 2003 FL94              | 29 de març de 2003   | Anderson Mesa        | LONEOS        |
| 177099 - | 2003 FW97              | 30 de març de 2003   | Kitt Peak            | Spacewatch    |
| 177100 - | 2003 FZ98              | 30 de març de 2003   | Socorro              | LINEAR        |